# A-train (衛星コンステレーション)

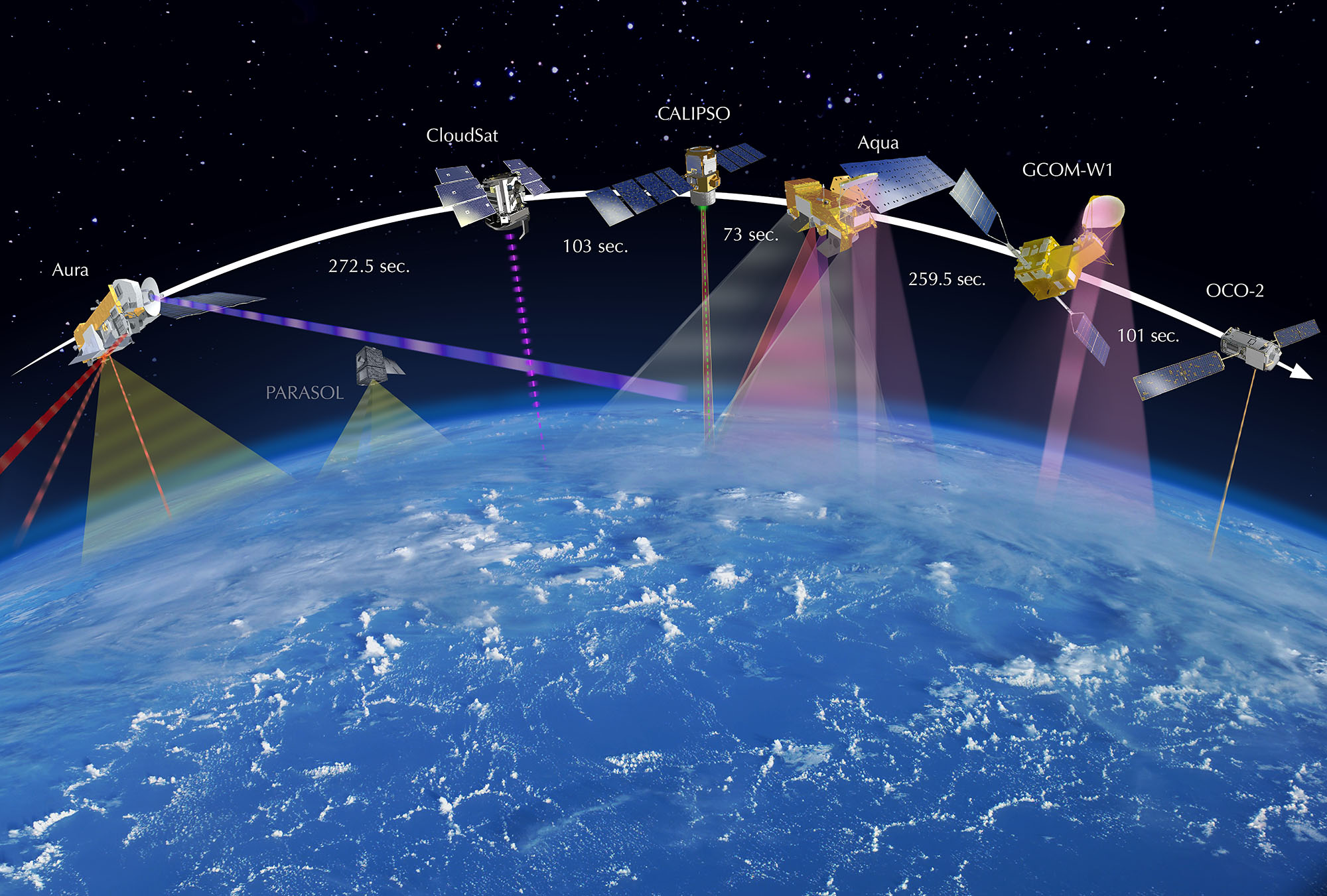
2013年時点のA-train。当初は計7機を予定していたが、追加2機、失敗2機、離脱1機により6機で運用されていた。

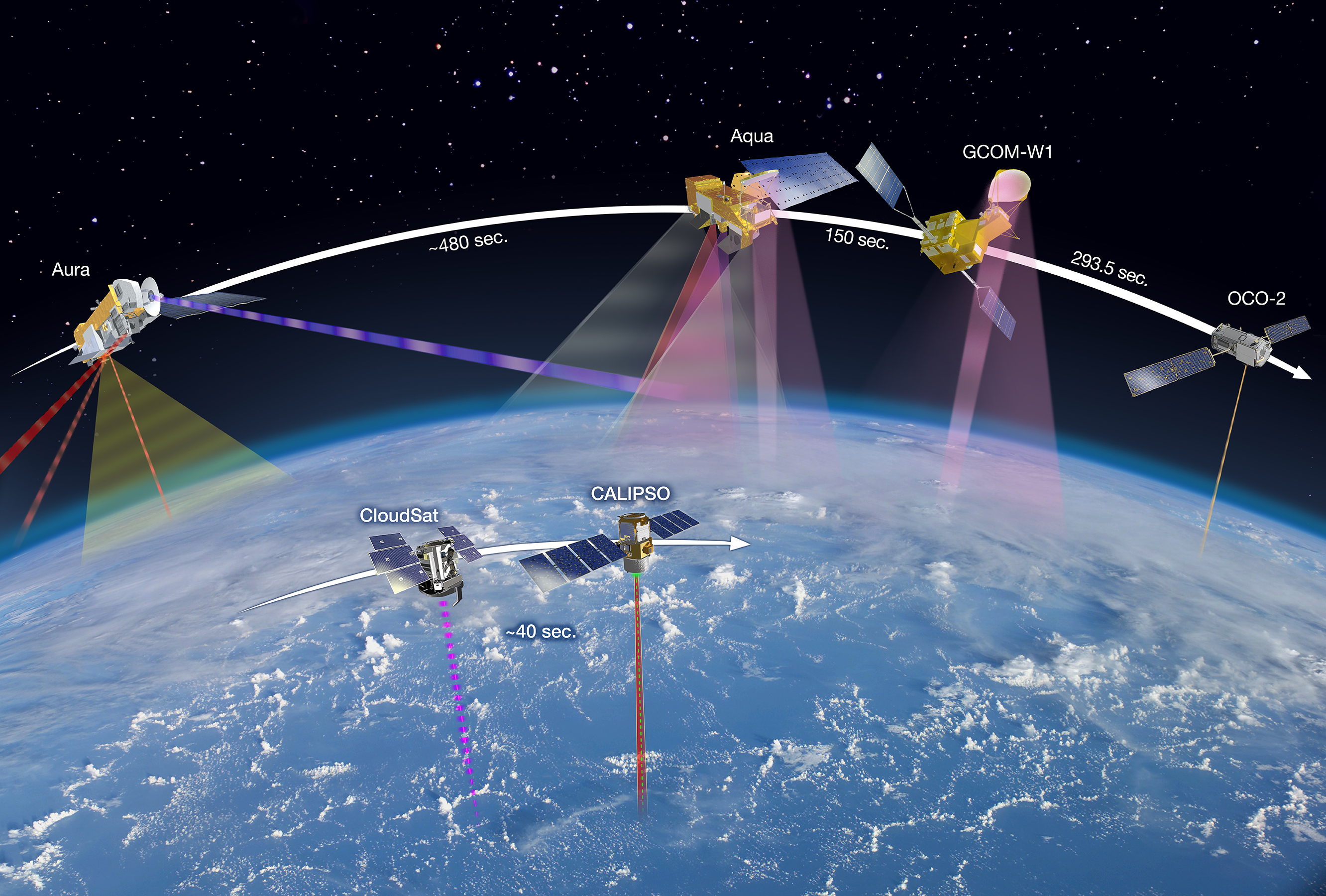
2019年時点のA-train。低い軌道にある2衛星はC-trainと呼ばれる

A-train（エー・トレイン、Afternoon Trainまたはthe Afternoon Constellation、和訳：地球観測衛星隊列）はアメリカ合衆国とフランス、日本によって行われている地球観測衛星の衛星コンステレーション。

## 概要
多数の観測装置を搭載するには大型衛星が必要となるが、代わりに多数の衛星を同じ軌道に投入することにより同様の機能を実現させている。A-trainは高度690kmの太陽同期軌道を周回する。この軌道は、赤道を通過する時刻が地方時の13時30分頃になるように調整されている。この特徴は本ミッションの名称「the Afternoon Constellation」の由来ともなっている（A-trainの「A」は「Afternoon（午後）」の意味）。なお、PARASOLはフランス、GCOM-W1は日本、ほかはすべてアメリカ側の衛星である。
これら人工衛星群は互いに数分ほどの時間差で同じ軌道を周回しているので、集合的観測データによって地球の大気や地表の高精度な三次元画像が作成される。

## 人工衛星

### 運用中
運用しているのは計3機。
- OCO-2[3] - 編隊の先頭に位置する。2009年の打ち上げ失敗（下記）を受けて再製作され、2014年7月2日に打ち上げられた[4]。
- GCOM-W1 - JAXAの第一期水循環変動観測衛星「しずく」。2012年5月18日に打ち上げられた[5]。
- Aura - 編隊の最後尾に位置する。2004年7月15日に打ち上げられた。2023年末にA-trainからの離脱が見込まれている。

### 離脱
- Aqua - 2002年5月4日に打ち上げられた。2022年1月にA-trainを離脱。
- CALIPSO - 2006年4月28日に打ち上げられた。2018年2月22日にA-trainを離脱し、低い軌道に移っている。
- CloudSat - 2006年4月28日にCALIPSOと共に打ち上げられた。2018年9月にA-trainを離脱し、低い軌道に移っている。
- PARASOL[6] - 2004年12月18日に打ち上げ。2009年12月2日に、別の低い軌道に移った[7]。2013年に運用終了。

### 失敗
- OCO[3] - 2009年2月24日、トーラスXLロケットで打ち上げられたが、フェアリング分離に失敗し海上へ墜落した[8]。Aquaの15分前方を飛行予定であった。
- Glory（英語版）[9] - 2011年3月5日、トーラスXLロケットで打ち上げられたが、OCOと同様、フェアリング分離に失敗し海上へ墜落した。CALIPSO とAura の間を飛行予定だった。